# Naira nigeriana
La naira è la valuta della Nigeria. Il codice ISO è NGN. È suddivisa in 100 kobo. Il simbolo è  ₦, che è incluso nell'Unicode con il codice U+20A6.
La Central Bank of Nigeria (CBN) è l'unica autorità che emette moneta per tutta la federazione. Controlla il volume di emissione al fine di assicurare stabilità monetarie e stabilità dei prezzi.

## Storia
La naira fu introdotta nel 1973, in sostituzione della precedente lira con un tasso di 2 naira = 1 lira, ovvero 200 kobo = 240 denari. Con questa introduzione la Nigeria è stata l'ultimo stato ad abbandonare il sistema monetario £sd. Nel 2021 viene lanciata ufficialmente in Nigeria l'eNaira, la versione digitale della valuta statale.